# Giro d'Italia 1997
Il Giro d'Italia 1997, ottantesima edizione della "Corsa Rosa", si svolse in ventidue tappe dal 17 maggio all'8 giugno 1997 per un percorso totale di 3 918 km. La vittoria fu appannaggio dell'italiano Ivan Gotti, che completò il percorso in 102h53'58", precedendo il russo Pavel Tonkov e il connazionale Giuseppe Guerini.
Fu l'ultima edizione del Giro trasmessa dalle reti Mediaset, nella fattispecie Rete 4, con Silvio Martinello a prendere il posto di Giuseppe Saronni come "voce tecnica" al fianco di Davide De Zan.

## Tappe
| Tappa  | Data      | Percorso                                                        | km    | Vincitore di tappa  | Leader cl. generale |
| ------ | --------- | --------------------------------------------------------------- | ----- | ------------------- | ------------------- |
| 1ª     | 17 maggio | Venezia > Venezia                                               | 128   | Mario Cipollini     | Mario Cipollini     |
| 2ª     | 18 maggio | Mestre > Cervia                                                 | 211   | Mario Cipollini     | Mario Cipollini     |
| 3ª     | 19 maggio | Santarcangelo di Romagna > San Marino (SMR) (cron. individuale) | 18    | Pavel Tonkov        | Pavel Tonkov        |
| 4ª     | 20 maggio | San Marino (SMR) > Arezzo                                       | 156   | Mario Cipollini     | Pavel Tonkov        |
| 5ª     | 21 maggio | Arezzo > Monte Terminillo                                       | 215   | Pavel Tonkov        | Pavel Tonkov        |
| 6ª     | 22 maggio | Rieti > Lanciano                                                | 210   | Roberto Sgambelluri | Pavel Tonkov        |
| 7ª     | 23 maggio | Lanciano > Mondragone                                           | 210   | Marcel Wüst         | Pavel Tonkov        |
| 8ª     | 24 maggio | Mondragone > Cava de' Tirreni                                   | 212   | Mario Manzoni       | Pavel Tonkov        |
| 9ª     | 25 maggio | Cava de' Tirreni > Castrovillari                                | 232   | Dmitrij Konyšev     | Pavel Tonkov        |
| 10ª    | 26 maggio | Castrovillari > Taranto                                         | 195   | Mario Cipollini     | Pavel Tonkov        |
|        | 27 maggio | giorno di riposo                                                |       |                     |                     |
| 11ª    | 28 maggio | Lido di Camaiore > Lido di Camaiore                             | 155   | Gabriele Missaglia  | Pavel Tonkov        |
| 12ª    | 29 maggio | La Spezia > Varazze                                             | 214   | Giuseppe Di Grande  | Pavel Tonkov        |
| 13ª    | 30 maggio | Varazze > Cuneo                                                 | 150   | Glenn Magnusson     | Pavel Tonkov        |
| 14ª    | 31 maggio | Racconigi > Breuil-Cervinia                                     | 240   | Ivan Gotti          | Ivan Gotti          |
| 15ª    | 1º giugno | Verrès > Borgomanero                                            | 173   | Alessandro Baronti  | Ivan Gotti          |
| 16ª    | 2 giugno  | Borgomanero > Dalmine                                           | 158   | Fabiano Fontanelli  | Ivan Gotti          |
| 17ª    | 3 giugno  | Dalmine > Verona                                                | 200   | Mirco Gualdi        | Ivan Gotti          |
| 18ª    | 4 giugno  | Baselga di Piné > Cavalese (cron. individuale)                  | 40    | Serhij Hončar       | Ivan Gotti          |
| 19ª    | 5 giugno  | Predazzo > Falzes                                               | 222   | José Luis Rubiera   | Ivan Gotti          |
| 20ª    | 6 giugno  | Brunico > Passo del Tonale                                      | 176   | José Jaime González | Ivan Gotti          |
| 21ª    | 7 giugno  | Malé > Edolo                                                    | 238   | Pavel Tonkov        | Ivan Gotti          |
| 22ª    | 8 giugno  | Boario Terme > Milano                                           | 165   | Mario Cipollini     | Ivan Gotti          |
| Totale | Totale    | Totale                                                          | 3 918 |                     |                     |

## Squadre e corridori partecipanti
| N.    | Cod. | Squadra                 |
| ----- | ---- | ----------------------- |
| 1-10  | MAP  | Mapei-GB                |
| 11-20 | AKI  | Aki-Safi                |
| 21-30 | AMO  | Amore & Vita-Forzarcore |
| 31-40 | ASI  | Asics-CGA               |
| 41-50 | BAT  | Batik-Del Monte         |
| 51-60 | BRE  | Brescialat-Oyster       |
| 61-70 | CTA  | Cantina Tollo-Carrier   |
| 71-80 | FES  | Festina-Lotus           |
| 81-90 | KEL  | Kelme-Costa Blanca      |

| N.      | Cod. | Squadra                      |
| ------- | ---- | ---------------------------- |
| 91-100  | KRO  | Kross-Montanari-Selle Italia |
| 101-110 | MER  | Mercatone Uno                |
| 111-120 | MAG  | MG Maglificio-Technogym      |
| 121-130 | REF  | Refin-Mobilvetta             |
| 131-140 | ROS  | Roslotto-ZG Mobili           |
| 141-150 | RMY  | Ros Mary                     |
| 151-160 | SAE  | Saeco                        |
| 161-170 | SCR  | Scrigno-Gaerne               |
| 171-180 | PLT  | Team Polti                   |

## Evoluzione delle classifiche
| Tappa              | Vincitore           | Classifica generale Maglia rosa | Classifica a punti Maglia ciclamino | Classifica scalatori Maglia verde | Classifica intergiro Maglia azzurra | Classifica a squadre |
| ------------------ | ------------------- | ------------------------------- | ----------------------------------- | --------------------------------- | ----------------------------------- | -------------------- |
| 1ª                 | Mario Cipollini     | Mario Cipollini                 | Mario Cipollini                     | non assegnata                     | Dmitrij Konyšev                     | Saeco                |
| 2ª                 | Mario Cipollini     | Mario Cipollini                 | Mario Cipollini                     | non assegnata                     | Dmitrij Konyšev                     | Saeco                |
| 3ª                 | Pavel Tonkov        | Pavel Tonkov                    | Mario Cipollini                     | Pavel Tonkov                      | Dmitrij Konyšev                     | Mapei-GB             |
| 4ª                 | Mario Cipollini     | Pavel Tonkov                    | Mario Cipollini                     | Pavel Tonkov                      | Dmitrij Konyšev                     | Mapei-GB             |
| 5ª                 | Pavel Tonkov        | Pavel Tonkov                    | Mario Cipollini                     | Pavel Tonkov                      | Dmitrij Konyšev                     | Saeco                |
| 6ª                 | Roberto Sgambelluri | Pavel Tonkov                    | Mario Cipollini                     | Pavel Tonkov                      | Dmitrij Konyšev                     | Saeco                |
| 7ª                 | Marcel Wüst         | Pavel Tonkov                    | Mario Cipollini                     | Pavel Tonkov                      | Dmitrij Konyšev                     | Saeco                |
| 8ª                 | Mario Manzoni       | Pavel Tonkov                    | Mario Cipollini                     | Mariano Piccoli                   | Dmitrij Konyšev                     | Asics-CGA            |
| 9ª                 | Dmitrij Konyšev     | Pavel Tonkov                    | Mario Cipollini                     | Mariano Piccoli                   | Dmitrij Konyšev                     | Asics-CGA            |
| 10ª                | Mario Cipollini     | Pavel Tonkov                    | Mario Cipollini                     | Mariano Piccoli                   | Dmitrij Konyšev                     | Asics-CGA            |
| 11ª                | Gabriele Missaglia  | Pavel Tonkov                    | Mario Cipollini                     | Mariano Piccoli                   | Dmitrij Konyšev                     | Asics-CGA            |
| 12ª                | Giuseppe Di Grande  | Pavel Tonkov                    | Mario Cipollini                     | Mariano Piccoli                   | Dmitrij Konyšev                     | Asics-CGA            |
| 13ª                | Glenn Magnusson     | Pavel Tonkov                    | Mario Cipollini                     | Mariano Piccoli                   | Dmitrij Konyšev                     | Asics-CGA            |
| 14ª                | Ivan Gotti          | Ivan Gotti                      | Mario Cipollini                     | José Jaime González               | Dmitrij Konyšev                     | Team Polti           |
| 15ª                | Alessandro Baronti  | Ivan Gotti                      | Mario Cipollini                     | José Jaime González               | Dmitrij Konyšev                     | Asics-CGA            |
| 16ª                | Fabiano Fontanelli  | Ivan Gotti                      | Mario Cipollini                     | José Jaime González               | Dmitrij Konyšev                     | Asics-CGA            |
| 17ª                | Mirco Gualdi        | Ivan Gotti                      | Mario Cipollini                     | José Jaime González               | Dmitrij Konyšev                     | Team Polti           |
| 18ª                | Serhij Hončar       | Ivan Gotti                      | Mario Cipollini                     | José Jaime González               | Dmitrij Konyšev                     | Team Polti           |
| 19ª                | José Luis Rubiera   | Ivan Gotti                      | Mario Cipollini                     | José Jaime González               | Dmitrij Konyšev                     | Kelme-Costa Blanca   |
| 20ª                | José Jaime González | Ivan Gotti                      | Mario Cipollini                     | José Jaime González               | Dmitrij Konyšev                     | Kelme-Costa Blanca   |
| 21ª                | Pavel Tonkov        | Ivan Gotti                      | Mario Cipollini                     | José Jaime González               | Dmitrij Konyšev                     | Kelme-Costa Blanca   |
| 22ª                | Mario Cipollini     | Ivan Gotti                      | Mario Cipollini                     | José Jaime González               | Dmitrij Konyšev                     | Kelme-Costa Blanca   |
| Classifiche finali | Classifiche finali  | Ivan Gotti                      | Mario Cipollini                     | José Jaime González               | Dmitrij Konyšev                     | Kelme-Costa Blanca   |

## Classifiche finali

### Classifica generale - Maglia rosa
| Pos. | Corridore          | Squadra       | Tempo      |
| ---- | ------------------ | ------------- | ---------- |
| 1    | Ivan Gotti         | Saeco         | 102h53'58" |
| 2    | Pavel Tonkov       | Mapei-GB      | a 1'27"    |
| 3    | Giuseppe Guerini   | Team Polti    | a 7'40"    |
| 4    | Nicola Miceli      | Aki-Safi      | a 12'20"   |
| 5    | Serhij Hončar      | Aki-Safi      | a 12'44"   |
| 6    | Wladimir Belli     | Brescialat    | a 12'48"   |
| 7    | Giuseppe Di Grande | Mapei-GB      | a 12'54"   |
| 8    | Marcos Serrano     | Kelme         | a 16'07"   |
| 9    | Stefano Garzelli   | Mercatone Uno | a 18'08"   |
| 10   | José Luis Rubiera  | Kelme         | a 18'56"   |

### Classifica a punti - Maglia ciclamino
| Pos. | Corridore       | Squadra      | Punti |
| ---- | --------------- | ------------ | ----- |
| 1    | Mario Cipollini | Saeco        | 202   |
| 2    | Dmitrij Konyšev | Roslotto     | 146   |
| 3    | Glenn Magnusson | Amore & Vita | 145   |
| 4    | Pavel Tonkov    | Mapei-GB     | 121   |
| 5    | Ivan Gotti      | Saeco        | 102   |

### Classifica scalatori - Maglia verde
| Pos. | Corridore        | Squadra       | Punti |
| ---- | ---------------- | ------------- | ----- |
| 1    | José González    | Kelme         | 99    |
| 2    | Mariano Piccoli  | Brescialat    | 35    |
| 3    | Stefano Garzelli | Mercatone Uno | 28    |
| 4    | Pavel Tonkov     | Mapei-GB      | 24    |
| 5    | Ivan Gotti       | Saeco         | 23    |

### Classifica Intergiro - Maglia azzurra
| Pos. | Corridore       | Squadra         | Tempo     |
| ---- | --------------- | --------------- | --------- |
| 1    | Dmitrij Konyšev | Roslotto        | 59h36'45" |
| 2    | Mario Cipollini | Saeco           | a 15"     |
| 3    | Glenn Magnusson | Amore & Vita    | a 1'37"   |
| 4    | Serhij Hončar   | Aki-Safi        |           |
| 5    | Evgenij Berzin  | Batik-Del Monte |           |

### Classifica a squadre a tempi
| Pos. | Squadra               | Tempo      |
| ---- | --------------------- | ---------- |
| 1    | Kelme-Costa Blanca    | 309h26'09" |
| 2    | Mapei-GB              | a 14'07"   |
| 3    | Saeco                 | a 33'18"   |
| 4    | Mercatone Uno-Bianchi | a 36'21"   |
| 5    | Aki-Safi              | a 40'12"   |

### Classifica a squadre a punti
| Pos. | Squadra            | Punti |
| ---- | ------------------ | ----- |
| 1    | Saeco              | 399   |
| 2    | Mapei-GB           | 391   |
| 3    | Team Polti         | 367   |
| 4    | Roslotto-ZG Mobili | 365   |
| 5    | Aki-Safi           | 306   |